# PRIDE
Il PRIDE - Programme for Reusable In-orbit Demonstrator for Europe è un Programma dell'Agenzia Spaziale Europea finalizzato alla costruzione di un veicolo spaziale sperimentale, chiamato nella fase iniziale del programma ISV (Innovative Space Vehicle) e poi rinominato Space Rider, usato come piattaforma per la sperimentazione di diverse tecnologie orbitali.
Il programma PRIDE è stato approvato durante il Consiglio Ministeriale dell'ESA avvenuto a Napoli il 21 novembre 2012 nell'ambito del programma genitore ESA chiamato Future Launchers Preparatory Program (FLPP). Viene sviluppato parallelamente al programma IXV.
Lo Space Rider sarà l'equivalente civile europeo dell'americano X-37B Orbital Test Vehicle, seppur più piccolo e meno costoso, e sarà dotato di una stiva dorsale in cui, di volta in volta, verranno inseriti vari moduli sperimentali.
Al termine delle missioni lo Space Rider rientrerà sulla Terra, assieme al carico stivato, atterrando orizzontalmente su una pista come un normale aeroplano.
Il costo stimato del programma è di 200 milioni di euro, esclusi i costi di lancio del razzo vettore Vega.

## Storia
L'Agenzia spaziale europea ha un programma chiamato Future Launchers Preparatory Program (FLPP), che ha presentato una richiesta di sviluppo di un aereo spaziale riutilizzabile. Un progetto è stato presentato dall' Agenzia spaziale Italiana, che ha presentato il suo "Programma per il dimostratore riutilizzabile in orbita in Europa" (programma PRIDE) che è andato avanti per sviluppare il prototipo chiamato Intermediate eXperimental Vehicle (IXV) e il conseguente veicolo spaziale Rider che eredita la tecnologia dal suo prototipo IXV.
Il programma PRIDE è stato inizialmente finanziato dall'Agenzia spaziale europea (ESA) il 21 novembre 2012, presso il Consiglio dei ministri dell'ESA a Napoli, Italia. Il progetto è stato creato con l'obiettivo di creare un piccolo aereo spaziale senza pilota che fosse anche conveniente e riutilizzabile. Durante la fase di progettazione iniziale il veicolo è stato chiamato PRIDE-ISV; il suffisso ISV sta per Innovative Space Vehicle. Il team di sviluppo di PRIDE ha iniziato le attività industriali a settembre 2015. Il primo lancio dello spaceplane di produzione Space Rider è previsto per il 2025.